# Smite
Smite je hra o více hráčích (multiplayerová hra) vytvořená americkou společnosti Hi-Rez Studios. Hra běží na platformě Microsoft Windows/Mac, PS4, Xbox One a Nintendo Switch. Oficiální vydání plné verze proběhlo 25. března 2014.

## Hi-Rez Studios
Nezávislá společnost zabývající se vývojem počítačových her. Sídlo společnosti je v Alpharettě ve státě Georgie v USA. Společnost byla založena roku 2005 dvojicí Erezem Gorenem a Toddem Harrisem. První hra, kterou studio vydalo, nese název Global Agenda. Jednalo se o multiplayerovou hru, která pravděpodobně nastartovala úspěšnou kariéru této firmy. Následně společnost vydala hry s názvy Tribes Universe a Tribes: Ascend; opět se jedná o multiplayerové hry. Smite a jejich další hra Paladins patří mezi hry, které Hi-Rez věnuje největší péči.

## Smite
Jedná se o titul vydaný studiem Hi-Rez, vydaný roku 2014. Hra se stala velmi populární, funguje na principu MOBA (Multiplayer Online Battle Arena) čili v překladu: jedná se o arénu, kde spolu s ostatními hráči bojujete mezi sebou a zároveň mezi počítačem ovládanými monstry či vojáky. V posledních letech se v oblasti herního průmyslu stala MOBA velmi oblíbenou (podobné tituly: Dota 2, League of Legends atd.). Hru řadíme do kategorie Free to play.
Hra Smite má několik herních módů, které můžete hrát.

### Herní objekty
- Zlato - Je nezbytná součást hry, každý hráč má pravidelný příjem zlata, za který si muže nakoupit předměty vylepšující jeho herní schopnosti. Svůj pravidelný příjem může obohatit zabitím nepřátelského hráče, vojáka, popř. neutrální jednotky v džungli.

- Předměty - Jsou klíčové pro průběh hry. Za utržené zlato si hráč nakupuje předměty, které zapadají do jeho herní role. Předměty jdou nakupovat pouze ve vaší základně.

- Vojáci - Mají zastoupení ve všech herních módech, jsou ovládáni umělou inteligencí - nelze je ovládat. Cílem je zabít nepřátelské vojáky, podporovat pochody vojáků přátelských, kteří hrají nezbytnou roli v dobývání.

- Věže - Nachází se ve většině herních módů. Útočí na každého nepřítele, který se vyskytne v dostatečné blízkosti. Je důležité tyto věže ničit a to ze dvou důvodů: tým, který věž zničí, obdrží bonusovou sumu zlata a zároveň může později napadnout věž další, popř. napadnout fénixe.

- Fénix - Funguje na principu věže, ale způsobuje větší poškození a když dojde k jeho zničení, má schopnost se po určité časové prodlevě opět obnovit. Navíc, pokud dojde ke zničení fénixe, tým, který fénixe zničil, obdrží bonus ve formě vylepšení svých vojáků a to do chvíle, dokud se fénix opět neobnoví.

- Titán - Je mnohdy to poslední, co váš tým dělí od výhry či prohry. Ve chvíli, kdy váš tým přijde o všechny věže i fénixe, může být napaden titán ve vaší základně, pokud váš titán zemře, váš tým prohrál. (platí pro některé módy)

- Neutrální jednotky - Jsou ve většině herních módů, kdykoliv je zabijete, obdržíte zlato, zkušenosti či posilující kouzlo. Tyto jednotky se obnovuji po uplynutí určité doby od jejich zabití.

- Posilující kouzla (tzv. buff) - získáte po zabití určité neutrální jednotky. Jsou zde 3 druhy posílení, na základě vaší herní role si vyberete právě tu, která k vám sedí nejvíce.

### Herní módy
- Arena (Aréna)- Jedná se o mód, ve kterém dva pětičlenné týmy soupeří proti sobě. Každý tým má na začátku 500 bodů, kdykoliv někdo z týmu zemře, odečte se týmu 5 bodů. Na bojišti jsou navíc vojáci s umělou inteligencí, kteří v pravidelných intervalech vstupuji do arény a jejich cílem je se dostat do základny nepřítele. Jakmile se zde dostanou, tak nemohou být zabiti. Kdykoliv je zabit voják vašeho týmu, ztrácíte bod. Tým, který jako první ztratí 500 bodů, prohrál.

- Conquest (Dobývání)- Klasický herní mód, dva pětičlenné týmy, 3 bojové linie a džungle. Cílem je zničit nepřátelské věže, fénixe a následně i titána. Tým, kterému se tohle podaří, vyhrál.

- Assault (Útok)- Principem je podobný předchozímu dobývání, ale nachází si zde několik podstatných rozdílů. Tentokrát si boha nevybíráte, ale je vám náhodně jeden přidělen. Hru začínáte s větším obnosem zlata, ale jakmile opustíte základnu, nelze se již vrátit zpět, jediná možnost je umřít a počkat, dokud nebudete na základně oživení. Zbytek hry je relativně podobný, dva pětičlenné týmy proti sobě na jedné bojové linii, tentokrát bez džungle.

- Joust (Klání)- Opět podobný dobývání, proti sobě stojí dva tříčlenné týmy (popřípadě 1 vs. 1). Jedna bojová linie, věže, fénix, titán, džungle.
- Siege (Obléhání)- Podobný dobývání s tím rozdílem, že proti sobě stojí čtyřčlenné týmy a jsou zde pouze 2 bojové linie a džungle. Za zabíjení vojáků a nepřátelských hráčů získává tým body. Pokud tým dosáhne 100 bodů, dostane obléhací monstrum (siege juggernaut), které jde po linii a ničí nepřátelské stavby. Po jeho smrti se body vynulují a sbírají se od znova. Obléhací monstrum se také nachází uprostřed mapy a tým, který jej porazí ho získá na svoji stranu. Po několika minutách se monstrum zase objeví.
- Clash - Mód, který se řadí mezi Dobývání a Arénu. Mapa obsahuje 2 bojové linie a džungle. Cílem je zničit nepřátelské věže, fénixe a následně i titána. Tým, kterému se tohle podaří, vyhrál.

Tím výčet herních módů zdaleka nekončí, Smite jich nabízí opravdu mnoho, které se den ode dne mění. Navíc nabízí i ligu, které se po dosažení maximální herní úrovně můžete účastnit a s trochou štěstí se zviditelnit v herním světě.

### Herní role
Ve hře Smite se nachází 5 herních rolí, které můžeme zastupovat v jednotlivých zápasech. Každý bůh má právě jednu roli, která mu je přidělena na základě jeho vzhledu či historického podkladu. (příkladem může být půvabná Afrodita - bude spíše kouzelnicí v lehké róbě, než válečnicí v plátové zbroji).
- Mage (Kouzelník) - Kouzelník svými kouzly působí velké poškození, nebo může léčit či jiným způsobem posilňovat bohy svého týmu, na úkor své obrany. Bývá nejčastěji cílem útoku soupeře. Kouzelníky jsou například bohové jako Anubis, Afrodita, Poseidón.

- Warrior (Válečník) - Typický válečník ve zbroji se zbraní. Dokáže působit solidní zranění a zároveň v souboji i pár úderů ustojí. Příkladem může být Tyr, Chaac, Amaterasu.

- Guardian (Ochránce) - Mnohdy klíčové role zápasu. Ochránce je charakteristický tím, že snese mnoho ran a kouzel, přestože sám velké poškození zpravidla nepůsobí. Zkušený ochránce zakládá útoky a stahuje pozornost na sebe, mezitím co zbytek týmu tluče soupeře. Příkladem ochránce jsou Ares, Xing Tian.

- Assasin (Vrah)- Jak už z názvu plyne, jeho role je působit nepříteli maximální zranění s cílem ho zneškodnit. Zkušený assasin se vypořádá s jakýmkoli nepřítelem, navíc pokud už má nakoupeno dost předmětů, dá se považovat za hlavního tahouna týmu. Vrahy jsou například Loki, Nemesis, Arachne, Susano.

- Hunter (Lovec)- Nakonec nám zbyl lovec, který útočí ze vzdálenosti, zpravidla má lehkou zbroj, tudíž toho moc nevydrží, ale na druhou stranu dokáže spolehlivě svými útoky nepřítele potrápit. Lovci jsou například Artemis, Cupid, Jing Wei.